# Битва в Адрамитском заливе

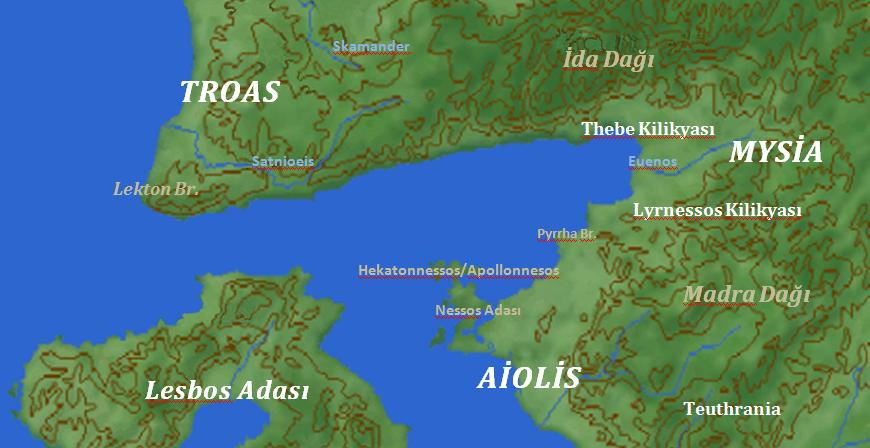
Адрамитский залив

Битва в Адрамитском заливе (ит. Battaglia di Adramittio) — морское сражение между объединённым флотом Священной лиги и флотом бейлика Карасы, произошедшее осенью 1334 года в Эгейском море.

## Предыстория
Участники Священной лиги согласились собрать флот из 40 галер, из которых по 10 судов предоставили Венеция и госпитальеры, по шесть — византийцы и Кипр, а ещё восемь — совместно Папа и король Франции. Флот должен был собраться в венецианской крепости Негропонте и действовать в течение пяти месяцев. Византийцы не прислали ни одного корабля, поэтому отплывший в 1334 г. флот насчитывал 34 галеры. Венецианский флот начал действовать зимой 1333/1334 гг., сражаясь с объединёнными флотами турецких беев Умура из Айдына и Сулеймана из Сарухана у Мореи, а также с силами славянского пирата Засиса.

## Ход сражения
Летом 1334 года франко-папская эскадра соединилась с другими силами, и объединённый флот отправился в набег на принадлежавшие бейликам Айдына, Карасы и Сарухана западные берега Малой Азии. Осенью флоту Лиги противостоял флот карасидского бека Яхши. В серии сражений крестоносцы нанесли крупное поражение. Детали и точная хронология оспариваются — согласно сильно поврежденному письму Марино Санудо-старшего, бои происходили 8, 11, 14 и 17 сентября, когда был убит зять Яхши. Потери турок оцениваются в 150—200 потопленных кораблей и 5 тыс. убитых солдат.

## Последствия
Христианский флот совершил набеги на побережье Малой Азии и напал на главную военно-морскую базу айдинидского бейлика Смирну. Как только союзный флот ушел из Эгейского моря, турецкие набеги возобновились.. Король Кипра Гуго IV одержал ещё две победы в 1336—1337 гг., но проект высадки в Малой Азии в 1336 г. в рамках подготовки к полномасштабному крестовому походу пришлось отложить из-за Столетней войны между Англией и Францией, поскольку король Франции Филипп VI направил флот крестоносцев к Ла-Маншу. Только в 1342 году была сформирована новая лига и начался крестовый поход в Смирну.